# Nothing But Heartaches
"Nothing But Heartaches" in een single uit 1965 van de Motown groep The Supremes. De hoogste positie die het bereikte was de elfde plaats op de Amerikaanse poplijst. Het nummer is afkomstig van het album "More Hits By The Supremes".
Het nummer, geschreven door Holland-Dozier-Holland, gaat erover dat het vriendje van de vertelster, leadzangeres Diana Ross in dit geval, haar alleen maar pijn in haar hart bezorgd, doordat hij er meerdere vriendinnen op nahoud.
"Nothing But Heartaches" maakte een einde aan de reeks van #1 hits die The Supremes in 1964 en 1965 hadden. De reeks begon met "Where Did Our Love Go" en eindigde met "Back In My Arms Again". Doordat de single niet de #1 positie haalde en zelfs niet de top 10, stuurde Berry Gordy, oprichten van Motown, een memo door het bedrijf waarin stond dat er voortaan alleen nog maar top 10-hits geproduceerd mochten worden en dat dit voor The Supremes zelfs alleen #1 hits mochten zijn. Dit was omdat zij de best verkopende groep van het label waren. Na de "slechte" prestatie van "Nothing But Heartaches", haalden de groep wel weer een #1 hit in de vorm van "I Hear a Symphony". Overigens deed "Nothing But Heartaches" het beter in Canada met een #8 notering. Met die notering was het nummer daar succesvoller dan onder andere de Amerikaanse #1 hits "Back In My Arms Again" en "Come See About Me".

## Bezetting
- Lead: Diana Ross
- Achtergrondzangeressen: Mary Wilson en Florence Ballard
- Instrumentatie: The Funk Brothers
- Schrijvers: Holland-Dozier-Holland
- Productie: Brian Holland en Lamont Dozier